# Tractat de Berlín (1899)
El Tractat de Berlín és un tractat internacional que va ser signat entre els Estats Units d'Amèrica, l'imperi Alemany i el Regne Unit de la Gran Bretanya i Irlanda l'any 1899 pel qual es repartiren l'arxipèlag de Samoa. El tractat fou signat per les dues darreres potències el 14 de novembre i pels Estats Units el 2 de desembre del mateix any, sent ratificat posteriorment pel Senat nord-americà el 16 de febrer de 1900.

## Causes
Després de la mort del rei Malietoa Laupepa l'any 1898, establert en el poder mitjançant el Tractat de Berlín de 1889, les tres nacions van exigir un successor de consens. Com a conseqüència de les guerres tribals per aconseguir el poder de l'illa, els tres estats van acordar repartir-se l'arxipèlag format per Samoa, i de retruc retocaren el seu mapa colonial a l'Àfrica.

## Resultat
A conseqüència de la signatura d'aquest tractat:
- El Regne Unit de la Gran Bretanya i Irlanda va renunciar als seus drets sobre Samoa, rebent de mans alemanyes les Illes Salomó del Nord.
- L'imperi Alemany va renunciar als seus drets sobre les Illes Tonga i les illes situades al sud-est de l'illa de Bougainville (exceptuant l'illa de Buka a les illes Salomó).
- L'arxipèlag de Samoa fou dividit en dos territoris: la Samoa Nord-americana i la Samoa Alemanya.
- Es creà una zona neutral entre el protectorat alemany de Togolàndia i la colònia britànica de Gold Coast a l'Àfrica.
- L'imperi Alemany va renunciar als seus drets extraterritorials de Zanzíbar.